# Latécoère 298
El Latécoère 298 o Laté 298) fue un hidroavión diseñado y construido por la firma Société Industrielle d'Aviation Latécoère (SIDAL) y que prestó servicio en la Aeronavale. De construcción robusta y confiable poseía una buena maniobrabilidad. Si bien en un principio, fue concebido como un avión torpedero, su poco relevante participación durante la Batalla de Francia en los inicios de la II Guerra Mundial, consistió en ser utilizado en cometidos de bombardero en picado y en misiones de ataque táctico, donde en gran parte gracias a su robusta construcción, consiguieron un cierto éxito en sus misiones; de hecho algunos aparatos fueron dados de baja a principios de los años 50.

## Diseño y desarrollo
Su diseño surgió a raíz de un requerimiento emitido por la Marine Nationale en 1933 con vistas a reemplazar al hidroavión torpedero Latécoère 290 , en servicio desde 1932 en la Aeronavale . Para cumplir con dicha solicitud, la firma Latécoère desarrolló una versión más moderna de su antecesor. El Latécoère 298.01 realizó su primer vuelo el 8 de mayo de 1936 desde el Étang de Leucate a los mandos del piloto de pruebas de la compañía Jean Gonord y en septiembre fue enviado a la Base d'aéronautique navale de Fréjus-Saint Raphaël para llevar a cabo las pruebas oficiales.
El Latécoère 298 era un monoplano de ala media monomotor, de construcción metálica, a excepción de las superficies de control, que estaban revestidas en lona barnizada. El ala totalmente metálica de dos largueros se dividió en cuatro secciones, en las que el borde trasero estaba ocupado por flaps y alerones y con sus secciones internas conectadas a los marcos del fuselaje que contenían radiadores semi-retráctiles colocados entre los largueros. En la cola los timones de profundidad eran metálicos, mientras que el de dirección tenía marcos de metal y costillas de madera revestidas con lona.  Cada uno de los grandes flotadores de un único rediente albergaba un tanque de 260 l de combustible y, estaban unidos a las alas con puntales en forma de N y por puntales gemelos al fuselaje. El prototipo estaba propulsado por un moteur-canon V12 Hispano-Suiza 12Ycrs de 860 hp y equipado con una hélice bipala de paso variable. Este motor estaba equipado con un cañón automático de 20 mm Hispano-Suiza HS-9 montado entre las bancadas de los cilindros y disparando a través del buje de la hélice. Esta opción no se mantuvo en los ejemplares de producción, siendo sustituida esta arma por la nueva ametralladora Darne Mlle.1933 para aviones cal. 7,5 mm  montada en cada ala y otra en un montaje flexible en la parte trasera de la cabina. y siendo reemplazado por el modelo de similar potencia Hispano-Suiza 12Ydrs1 de 880 hp pero careciendo de la instalación del cañón.
Al finalizar las pruebas, fue aceptado y se realizó un primer pedido de 29 Laté 298A cuyo primer ejemplar voló por primera vez a finales de octubre de 1938. Estos se diferenciaban del prototipo principalmente por la cubierta de la cabina de la tripulación, totalmente rediseñada. Fueron seguidos por 42 Laté 298B con doble mando y alas plegables; el Late 298B también preveía la colocación de un cuarto miembro de la tripulación. Se suponía que el asiento del observador estaba en el fuselaje detrás del asiento del artillero. y finalmente por 106 Laté 298D, también con doble mando pero con alas fijas.
El 10 de marzo de 1940, la Aeronavale devolvió el Laté 298D nº de producción 81 a la empresa para convertirlo en un avión de reconocimiento Late 298E. Se aumentó la longitud de la cabina y se eliminó la suspensión de torpedos, reemplazandola con una góndola ventral para el observador. Se suponía que el 298E tardío realizaría dos funciones: avión de reconocimiento y patrulla. Como este último, llevaba el armamento estándar de tres ametralladoras Darne de 7,5 mm y dos bombas G2 de 75 kg cada una. El rango de vuelo en este caso fue de 1550 km.
De hecho, el diseño general y su concepto de empleo estaba equivocado; con la misma potencia que los cazas monomotor contemporáneos, ya que su motor lineal Hispano-Suiza 12Y era el mismo que el del Morane-Saulnier MS.406 ; sin embargo, el Laté 298 era un triplaza, con prestaciones ralentizadas por los dos grandes flotadores y cargaba un pesado torpedo. En estas condiciones, su actuación no contaba con ninguna posibilidad en caso de encuentro con cazas enemigos. A todo ello, se le añade, que torpedear es una de las especialidades más peligrosas de la aviación; hay que acercarse al objetivo a baja velocidad para no dañar el torpedo cuando cae, mantenerse en línea recta y concentrar en uno mismo una abundante DCA, sin poder beneficiarse de las irregularidades del terreno o de los obstáculos que pueden entorpecer una defensa aérea terrestre. De todos modos, el Laté 298 nunca tuvo la oportunidad de realizar ninguna misión de torpedeo en combate. Su única cualidad reconocida, era su solidez estructural, lo que no fue suficiente para hacer de él un avión de combate válido.

## Historia operacional

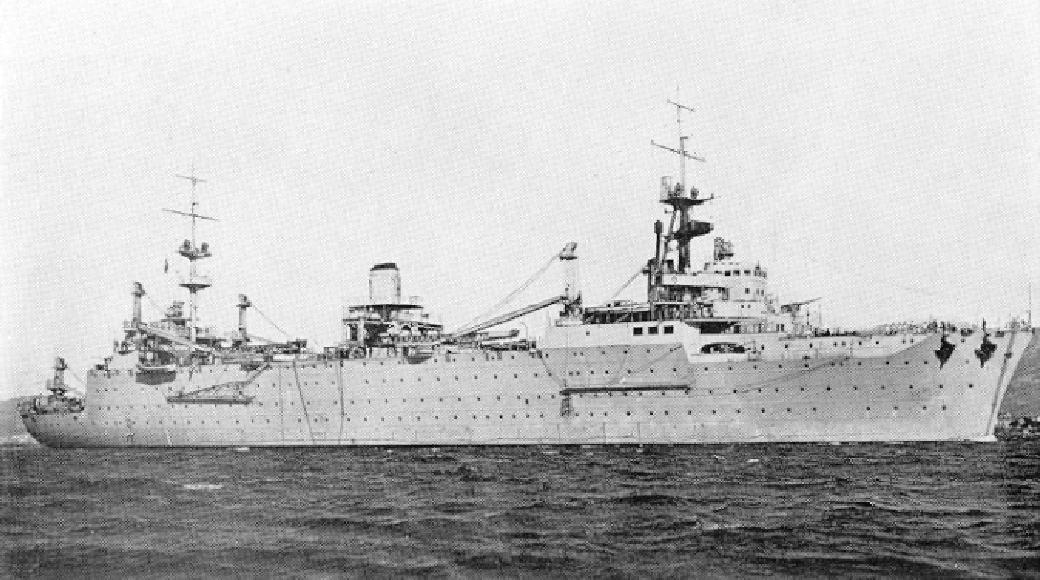
Buque portahidroaviones Commandant-Teste

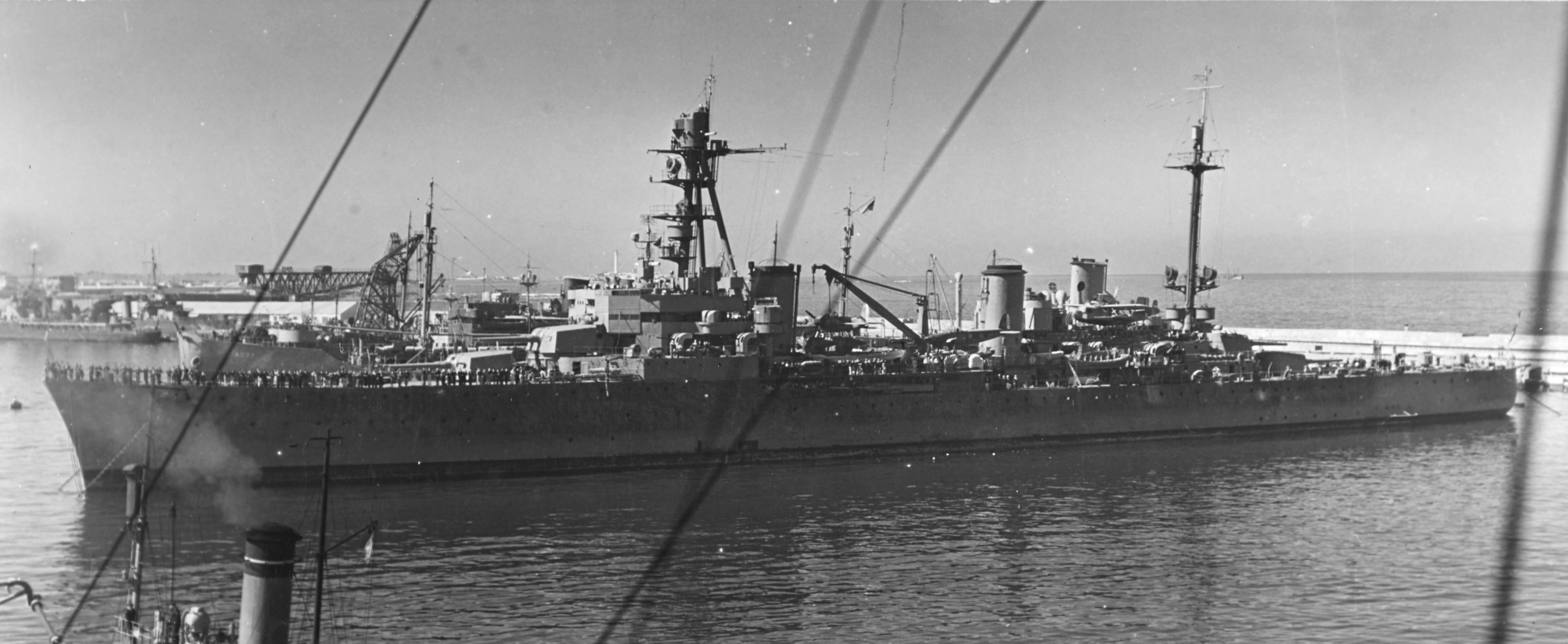
El crucero pesado Tourville con dos Laté 298 entre las chimeneas y un Loire 130 en la catapulta. Casablanca 1943

El 28 de octubre de 1938, el Late 298-01 comenzó a utilizarse para el reciclaje de pilotos en Saint-Raphael, donde estaba estacionado temporalmente el escuadrón T2. A principios del próximo mes, el personal del escuadrón T1 se incorporó al proceso de reentrenamiento. El 29 de octubre voló en Biscarrosse el primer aparato de producción Late 298A. En diciembre se inició la entrega de aeronaves a los escuadrones T1 y T2. A principios de 1939, el escuadrón HB1 con base en la nave nodriza Commandant Teste también recibió el Late 298A antes de la llegada del Late 298B con alas plegables.
Al comienzo de las hostilidades, en septiembre de 1939, cuatro escadrilles estaban equipadas con el Laté 298: las HB1 y HB2 (con 298B de alas plegables) embarcadas a bordo del buque portahidroaviones Commandant Teste, y las T1 y T2, basadas en el l'Étang de Berre en el Mediterráneo y Cherburgo en el Canal de la Mancha, siendo utilizados en un principio en patrullas costeras. El 15 de septiembre de 1939 se formó la escuadrilla TZ, que recibió aviones del mismo tipo. A principios del mes siguiente, la flota tenía 53 hidroaviones Late 298, y otros 28 esperaban ser entregados. El 22 de noviembre de 1939, se ordenaron 65 aviones adicionales.
Más tarde, en mayo de 1940, durante la Batalla de Francia, estaban equipados con ellos ocho escuadrillas operativas - dos más, las T3 en Berre y T4 en Cherburgo -, incluidos las dos a bordo del Commandant Teste. Algunos fueron utilizados en misiones de apoyo táctico y tareas de hostigamiento con bombardeos en picado y ametrallamiento a unidades motorizadas alemanas, un tipo de misión para la que no estaba destinado este avión en absoluto. También Génova fue bombardeada varias veces por aparatos basados en el L’étang de Berre. Por otro lado, la escuadrilla HB1, estacionada en el Lago de Túnez, atacó a los cruceros italianos en puertos libios.
Desde el 23 de marzo de 1940, el escuadrón 1S1 comenzó a cambiar a Late 298, y desde mediados de junio, el 3S6, ubicado en la Base d'aéronautique navale d'Aspretto en Córcega, comenzó a entrenar nuevamente. La rendición interrumpió el proceso de transición a los nuevos hidroaviones. 
Tras la derrota francesa y posterior Armisticio del 22 de junio de 1940 armisticio, sólo cuatro escadrilles permanecieron en servicio con el Armée de l'Air de l'Armistice que, sin embargo, en marzo de 1942 consiguió el consentimiento de la Comisión de Control Alemana para la reanudación de su fabricación, vinculando a ello un pedido de treinta aparatos Laté 298F; eran básicamente similares al Laté 298D con modificaciones en el diseño de los capós de los motores, sustitución de las ametralladoras Darne por las MAC 1934 Modifié 39, adición de placas de blindaje para la tripulación, la modificación de los lanzabombas y la eliminación del doble control trasero en los talleres de la extinta Société Méridionale Aéronautique - SMA (Latécoère-Breguet) y de noviembre de 1942, se da la circunstancia de que los trabajadores de la planta Breguet en Biscarrosse sabotearon las entregas de aviones a los alemanes, consiguiendo dilatar tanto los trabajos y terminación, que la Luftwaffe, tras capturar la zona previamente desocupada, recibió los aparatos de la 6.ª Flottille (que incluía las Escadrilles 3T y 4T), y sin embargo, no pudo reunir material suficiente para equipar al menos una escuadrilla lista para el combate.
Se constituyeron dos nuevas escadrilles con base en el norte de África y Senegal. Dos ejemplares fueron utilizados por personal de la Aeronavale para escapar e incorporarse a las Fuerzas Aéreas Francesas Libres, FAFL, uno a Gran Bretaña, el otro a Dakar, donde fue interceptado por las autoridades del gobierno de Vichy y sus tripulantes encarcelados.
El 7 de noviembre de 1942, la flota de la marina del gobierno de Vichy tenía las siguientes unidades provistas del Laté 298: la 5ª Flottille (escuadrillas 1T y 2T) en Arzew , Argelia, la 6ª Flottille (3T y 4T) en el L’étang de Berre y la 7ª Flottille (5T y 6T) en Dakar. Cada Flottille estaba compuesta por unos trece hidroaviones. La sexta Flottille fue disuelta el 27 de noviembre de 1942 cuando los alemanes requisaron su equipo. La 5ª también se disolvió pronto y se creó la escuadrilla 4S1 sobre su base, dedicándose a patrullar el Mediterráneo occidental desde Arzew y continuó realizando esta misión después de haber sido rebautizada como Escadrille 2S en el verano de 1943. La 7.ª Flottille operó de manera similar frente a la costa de África occidental hasta que se reorganizó el 12 de marzo de 1943 en la Escadrille 1S. Este último no solo tenía Late 298B, sino también hidrocanoas Loire 130 . Esta escuadrilla se disolvió en Dakar el 1 de noviembre de 1943.
A partir de la Operación Antorcha, las unidades francesas en África se pusieron del lado de los Aliados. Ya bajo el control de la Francia Libre los Laté 298 disponibles fueron concentrados en las bases del norte de Äfrica; una escuadrilla (2S), operó posteriormente con el Mando Costero de la RAF en cooperación con sus Vickers Wellington en misiones de patrulla antisubmarina junto con la más tarde formada en abril de 1945 Escadrille 3S. El 15 de mayo de 1945 el escuadrón 3S fue trasladado a Immenstaad, cerca de Friedrichshafen, desde donde usó sus Late 298 sobre el Lago de Constanza en tareas de vigilancia hasta que estas unidades se disolvieron en enero de 1946.
Ese mismo año, los hidroaviones sobrevivientes de ambas unidades fueron transferidos al escuadrón 53S, en la l'Ecole de Pilotage d'Hydravions en Hourtin. Allí, todos menos tres fueron desechados en 1950. El último ejemplar fue desguazado en 1951 no habiéndose conservado ningún ejemplar.

## Especificaciones técnicas (Latécoère 298D)
Referencia datos: Enciclopedia Ilustrada de la Aviación Vol.9, pág. 2294 (1982) Edit. Delta, Barcelona ISBN 84-85822-74-9>

### Características generales
- Tripulación: 3
- Longitud: 12,56 m
- Envergadura: 15,5 m
- Altura: 5,25 m
- Superficie alar: 31,6 m²
- Perfil alar: Clark CYH[5]
- Peso vacío: 3070 kg
- Peso máximo al despegue: 4600 kg en despegue
- Planta motriz: 1× V12 refrigerado por líquido Hispano-Suiza 12Ydrs1.
  - Potencia: 640 kW (882 HP; 870 CV)
- Hélices: Ratier-Figeac tripala de paso variable giro a izda.

### Rendimiento
- Velocidad nunca excedida (Vne): 290 km/h
- Velocidad máxima operativa (Vno): '
- Velocidad crucero (Vc): 245 km/h
- Alcance: 1000 km
- Techo de vuelo: 5500 m
- Régimen de ascenso: 268 m/min

### Armamento
- Ametralladoras: 3× Darne Mod.1933 cal.7,5 mm
- Bombas: Hasta 500 kg
- Otros: Torpedo DAI Modelo 1925 de 400 mm (670 kg) o
 DA Modelo 1926 de 450 mm y 750 kg
 o tres cargas de profundidad y nueve bengalas